# مهرجان لانجولين الدولي الموسيقي
مهرجان لانجولين الدولي الموسيقي هو مهرجان موسيقي يقام كل عام خلال الأسبوع الثاني من شهر يوليو في لانجولين، شمال ويلز، وهي واحدة من مهرجانات استيدفود التي تقام كل عام في ويلز، العديد من الراقصين والمطربين من جميع أنحاء العالم مدعوون للمشاركة في أكثر من 20 مسابقة تليها حفلات موسيقية كل مساء على المسرح الرئيسي، أكثر من خمسة آلاف مغني وراقص وعازف على الآلات من حوالي 50 دولة يقدمون عروضهم لجمهور يزيد عن 50000 على مدار 6 أيام من الحدث.
من بين الفنانين المشهورين في لانجولين، لوتشيانو بافاروتي (الذي تنافس لأول مرة في لانجولين عام 1955 مع والده جوقة من مسقط رأسهم مودينا، ومن أجله سمي الكأس الرئيسي لـ لانجولين - جوقة كأس بافاروتي العالمية- )، وجوقة الجيش الأحمر والعازف جوليان لويد ويبر والمجموعة الكورالية ليديسميث بلاك مامبازو "Ladysmith Black Mambazo"، كما استضافت الحفلة الموسيقية المسائية ليوم الأحد الأخيرة كاثرين جينكينز وبرين تيرفيل وكيري تي كاناوا وجيمس غالواي ومونتسيرات كابال.

## أصول

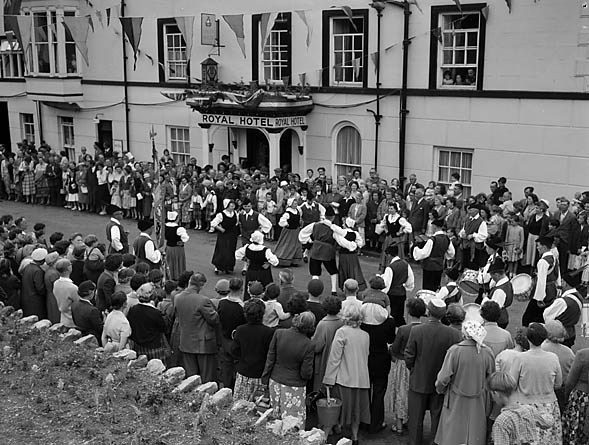
الرقص في ايستيدفود عام 1957

تعود أصول مهرجان استيدفود الدولية  إلى عام 1943 عندما قام هارولد تيودور ضابط المجلس البريطاني بترتيب زيارة لأعضاء الحكومات في المنفى إلى ويلز الوطنية استيدفود (وهي من أهم العروض التي تقام سنوياً في مهرجان استيدفود) في بانجور، استقبلت الرحلة بشكل خاص الكاتب والشاعر الشهير جوراي سلافيك وزير الداخلية في حكومة تشيكوسلوفاكيا، بعد الزيارة كتب إلى تيودور يشيد بقيمة الموسيقى كطريقة لعلاج آثار الحرب، وفي العام التالي أقيم حفل موسيقي دولي كجزء من مهرجان لانديبي استيدفود الوطني.
قرب نهاية عام 1945 اقترح تيودور إضافة مهرجان كورالي دولي إلى عام 1947 لمهرجان ويلز الوطنية استيدفود، لكن مجلس استيدفود الوطني شعر أنه نظرًا لأن كل جهودهم كانت تشارك في إعادة بناء منظمتهم الخاصة، فلا يمكنهم تحمل مثل هذا المشروع، عدّل تيودور اقتراحه إلى مهرجان موسيقي مستقل ووجد دعمًا لهذه الفكرة من "W. S. Gwynn Williams" الملحن والناشر الموسيقي الويلزي، وجورج نورثينج مدرس من مدرسة مقاطعة ديناس بران ورئيس مجلس مدينة لانجولين، ضغط كل من جوين ويليامز و"Northing" على استيدفود ليكون في بلدتهما، لانجولين.

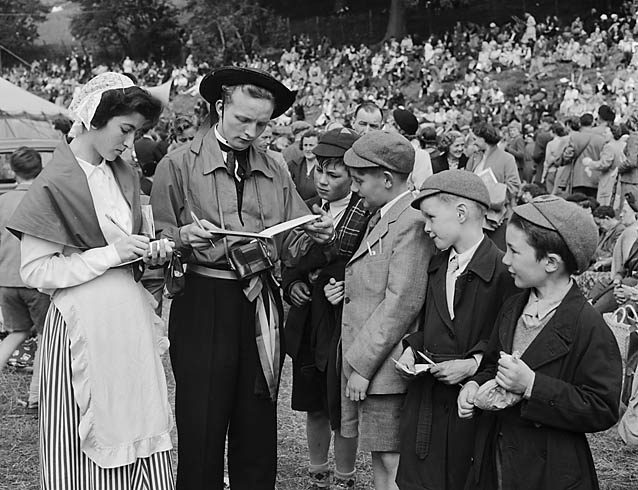
مهرجان ايستيدفود الدولي الموسيقي، لانجولين 1954

حصلت الفكرة على دعم من الجمهور في جلستين عامتين في مايو 1946، ولكن أثيرت أيضًا مخاوف بشأن من سيحضر ومكان عقد الحدث وكيف سيتم تمويل الحدث، فقام المجلس الثقافي البريطاني بعرض المساعدة في العثور على جوقات من أوروبا وتقديم الدعم المالي، لكن المدينة قررت جمع الأموال من خلال اشتراك عام وسرعان ما جمعت أكثر من 1100 جنيه إسترليني.
تم تعيين جورج نورثينج مديرًا للمجلس التنفيذي، وأصبح جوين ويليامز مدير الموسيقى وكان هارولد تيودور مدير الدعاية، اما كلايتون روسون فقد أصبح رئيساً وهو رجل أعمال محلي وشريف ميريونيثشاير.
تقدمت خطط عقد الحدث في حقل مدرسة "Dinas Bran County School" طوال عام 1946-1947، واقام المنافسين الأجانب في منازل في المدينة والمنطقة المحيطة بها، وحصل المشاركون المحليون على أسِرّة في قاعات الكنيسة والمدارس، نظرًا لأن التقنين كان لا يزال ساريًا، فقد كان لابد من العثور على قسائم الحصص لجميع الزوار وتم إقناع وزير الغذاء في النهاية بتزويدهم بهذه القسائم.
عندما حان الوقت في يونيو 1947 للسفر إلى لانجولين، بدأ إضراب على السكك الحديدية في فرنسا وكان هناك شك كبير في قدرة المنافسين علئ الوصول من الخارج، شعر المنظمون بارتياح كبير عندما وصل أول مدرب من المنافسين وأحضر جوقة السيدات "Grupo Musical Feminino" من أوبورتو، كانوا الفائزين في نهاية المطاف بمسابقة السيدات، بينما فازت جوقة العمال الهنغارية بمسابقة الرجال، الذين أكملوا رحلتهم إلى ويلز بالمشي لمسافات طويلة عندما تم إلغاء قطارهم في بازل بسبب الإضراب الفرنسي.
لعبت جمعية الإسبرانتو دورًا مهمًا في السنة الأولى عندما ساد شعور بوجود نقص في عدد المشاركين، طُلب من ريتو روسيتي وهو شخصية معروفة ومؤلف في حركة الإسبرانتو المساعدة، ومن خلال الدعاية في مجلات الإسبرانتو، ولدهشة المنظمين، اتصلت عدة مجموعات بلجنة استيدفود، وصلت مجموعتان من الراقصين الإسبان، في جولة بريطانية برعاية المجلس الثقافي البريطاني وجمعية الإسبرانتو، ورغم عدم وجود مسابقة رقص في السنة الأولى فقد قدموا عروضهم للجمهور المبهج، وظهرت مسابقات الرقص الشعبي في كل مهرجانات استيدفود لانجولين اللاحقة.
انتهت حفله استيدفود، وأصبح الآن الحفل الموسيقي التقليدي يوم الأحد يضم السيد جون باربيرولي وأوركسترا هالي وتم الترحيب بـ استيدفود الدولي لعام 1947 باعتباره نجاحًا غير مشروط مع الثناء على المنظمين، اولمؤسسون وجميع المنافسين، وكان هناك فائض قدره 1432 جنيهًا إسترلينيًا لاستخدامه في حدث العام المقبل.
حدثت مهمة اختبار رئيسية لتعزيز المصالحة في عام 1949، بعد أربع سنوات فقط من نهاية الحرب، عندما جاءت فرقة جوقة من لوبيك للتنافس في استيدفود، كانت هناك جوقات نمساوية وإيطالية واسبانية لكنها بالكاد تحسب، كما تقول الجوقة في رسالة الآن في أرشيف كلويد في روثين «كان هناك ترحيبا حارا مع الشاي والسندويتشات عندما وصلت الجوقة إلى محطة لانجولين من مساعدي استيدفود وسكان المدينة».
قدم منسق المهرجان السيد هيويل روبرتس الجوقة بالكلمات التالية: «سيداتي سادتي، أرجو الترحيب بأصدقائنا من ألمانيا»، وقامت المدينة بتنظيم حفل موسيقي لمساعدة الجوقة في جمع الأموال، وفي عام 2015 لا يزال أعضاء الجوقة يتواصلون مع أصدقاء لانجولين.

## السنوات الأخيرة

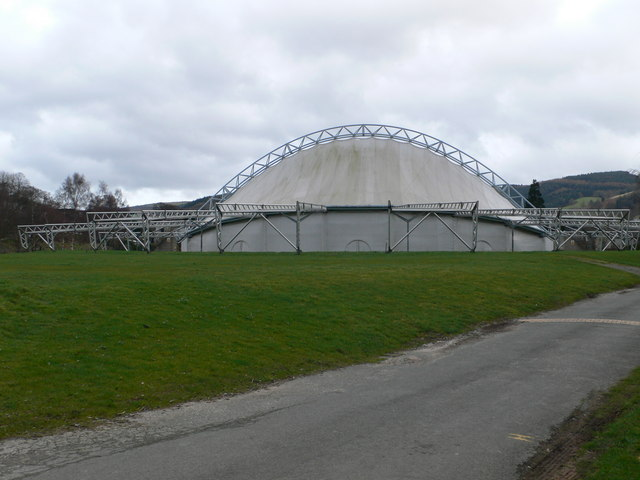
جناح لانجولين

تضمن مهرجان استيدفود لعام 2007 عروضاً لجوسيه كاريراس وجوان بايز وهايلي ويستنرا، وفي عام 2008 كانت هناك عروض من قبل إيلين بيج وفرقة جميع الملائكة "All Angels" وألفي بو، وفي عام 2009، تم تقديم عروض كم قبل باربرا ديكسون والسيد ويلارد وايت وبليك وناتاشا مارش مع عرض جيمس بوند "007" المذهل، والذي يضم أوركسترا أوبرا ويلز الوطنية، في نهاية يوم الأحد شهد عام 2010 عروض كاثرين جينكينز ونيجل كينيدي، اما في عام 2011 أقيمت حفلات موسيقية شاركت فيها الموسيقيه لولو، وراسيل واتسون وفاريل سميث وروثي هنشو وفرقة البوب "McFly".
في عام 2012 استضاف مهرجان استيدفود ليزلي جاريت وأليسون بالسوم ونيكولا بينيديتي وسيان إدواردز في احتفال بمناسبة اليوبيل الماسي للملكة، كانت هناك أيضًا ظهور لألفي بو وستيفان موريس وفالنتينا نافورنتا، وأداء العمل الجديد لكارل جنكينز «صانعو السلام» بواسطة جوقة حاشدة مصحوبة بأوركسترا لانجولين الدولية استيدفود، اختتم الأسبوع بحفل "Grand Finale" الذي ضم ففلور وين، ووين إيفانز، ومارك ليويلين إيفانز، وجون أوين جونز، وريتشارد بالكومب.
في السنوات الأخيرة تم تخصيص حفل مساء الأحد للموسيقى الشعبية، بدءًا من فرقة البوب "McFly" في عام 2011، وتضمنت الحفلات الموسيقية اللاحقة الفرق "UB40" وفرقة "Status Quo" و"Manic Street Preachers".

## الموكب
عادة ما يقام موكب يوم الثلاثاء من أسبوع استيدفود، يشارك فيه كل من السكان المحليين والزوار، ويقومون بالرقص والغناء والعزف على الآلات الموسيقية أثناء السير في شوارع لانجولين، الا انه في عام 2016 تم نقل العرض إلى يوم الجمعة لتمكين المزيد من المنافسين من المشاركة.

## الوصلات الخارجية
- International Eisteddfod Official Site